# 荷西·艾爾法拉多 (棒球員)
荷西·安東尼奧·艾爾法拉多（英語：José Antonio Alvarado，1995年5月21日—），為美國職棒大聯盟的投手，目前效力於費城費城人。他先前曾效力於坦帕灣光芒，並在2017年登上大聯盟。

## 職業生涯

### 坦帕灣光芒
2017年5月3日，艾爾法拉多登上大聯盟。他在初登板就受到震撼教育，僅投1局就丟了3分，不過他接下來10次登板只失1分。8月4日，他成功投出完美一局。整季他吞下3敗，防禦率3.64。
2018年，艾爾法拉多站穩光芒牛棚，整季防禦率僅2.39。2019年，他因為受傷導致表現不佳，中途還因為家庭發生事情而暫時離開美國。儘管他的防禦率高達4.80，但他30局的投球只送出27次保送。
2020年8月15日，艾爾法拉多因左肩發炎而進入傷兵名單。這年他的防禦率高達6.00。

### 費城費城人
2020年12月29日，光芒將艾爾法拉多交易到費城人，費城人將Garrett Cleavinger送往道奇，道奇將Dillon Paulson和一名日後指定球員送往光芒。
2021年，艾爾法拉多的防禦率為4.20，保送率18.7%是在該年投超過50局的投手中最高的。
2022年3月22日，他和費城人簽下190萬美元的合約。整季他拿下4勝2敗，防禦率3.18。該年他拿下4勝2敗，防禦率3.18。該年費城人一路闖進世界大賽，最後輸給太空人。
2023年2月17日，艾爾法拉多與費城人簽下3年2150萬美元的合約。
2025年5月18日，他因為違反禁藥規定，被大聯盟處以80場禁賽處分。

## 個人生活
艾爾法拉多目前育有一女一子。

## 外部連結
- 球員資訊和成績在MLB ，ESPN ，Retrosheet ，Baseball Reference ，Baseball Reference (Minors) ，Fangraphs ，The Baseball Cube （英文）